# Karl Krampol
Karl Krampol (* 14. Dezember 1928 in  Brünn; † 7. September 1997 in Bad Reichenhall) war ein deutscher Verwaltungsjurist und Regierungspräsident der Oberpfalz.

## Leben
Karl Krampol studierte nach dem Zweiten Weltkrieg Rechtswissenschaften und trat nach dem Studium in bayerische Staatsdienste. Er wurde 1970 Oberpolizeidirektor bei der Direktion der Bayerischen Bereitschaftspolizei in München. Seit 1981 war Krampol Regierungspräsident der Oberpfalz. 
In diese Zeit fielen die Auseinandersetzungen um die Wiederaufarbeitungsanlage Wackersdorf. Krampol setzte 1985 die Erteilung der WAA-Baugenehmigung durch Weisung (vgl. Lex Schuierer) durch. Er wies allerdings bei den sich verschärfenden Demonstrationen im Interview mit dem Spiegel 1987 darauf hin, dass die Widerständler in übergroßer Mehrheit „ordentliche, brave, gesetzestreue Demokraten“ seien. Krampol trat 1993 in den Ruhestand.

## Ehrungen
- Bayerischer Verdienstorden
- Bundesverdienstkreuz 1. Klasse
- Bürgermedaille der Stadt Weiden
- Ehrenmitglied der Universität Regensburg
- Nach Karl Krampol wurde der 81 Kilometer lange Karl-Krampol-Weg von Amberg nach Schwarzach an der tschechischen Grenze benannt.
- Im Ortsteil Hütten der Stadt Grafenwöhr wurde eine Straße nach Karl Krampol benannt.